# Гринёвы
Гринёвы (Гриневы) — русские дворянские роды.
1. Родоначальник  — Сергей Гринёв, пожалованный вотчиной за «московское осадное сиденье» (1618). Потомство его внесено в VI часть дворянской родословной книги Орловской губернии.
2. Потомство Ивана Захарьевича Гринёва, верстанного поместьем (1673), записанного в VI часть родословной книги Орловской губернии, но затем Герольдией перенесён во II часть родословной книги.
3. Потомство Петра Евстафьевича Гринёва, вёрстанного поместным окладом (1689), род записан в VI часть родословной книги Курской губернии.
4. Потомство Василия Гринёва, испомещённого (1626), род записан в VI часть родословной книги Курской губернии.
5. Потомство Назария Ивановича Гринёва, вёрстанного поместьем (1680). Род записан в VI часть родословных книг Орловской и Курской губерний, однако официально Герольдией утверждён не был.
6. Потомство Тимофея Дмитриевича Гринёва, пожалованного вотчиной в Мценском уезде (1686) записан в VI часть родословных книг Курской, Воронежской и Тульской губерний, однако, позднее был Герольдией перенесён во II часть родословной книги.
7. Потомство Дениса Гринёва, испомещённый (1627), род записан в VI часть родословной книги Курской губернии (Герольдией не утверждён).
8. Потомство дворянина Василия Герасимовича Гринёва из Москвы. Этот род записан в VI часть родословных книг Воронежской губернии и Орловской губернии, но затем Герольдией был перенесен во вторую часть родословной книги.
9. Потомство Евтихия Гринёва (род записан в VI часть родословной книги Воронежской губернии).
10. Потомство  Григорий Гринёва, с сыновьями Фёдором и Бенедиктом, записаны в VI часть родословных книг Смоленской и Черниговской губерний.
11. Потомство   Ивана Гринёва и его внука Викула Петровича, верстанного поместьем (1689). Эта ветвь записана в VI часть родословных книг Смоленской и Курской губерний, но позднее перенесён Герольдией в III часть.
Ещё несколько родов Гринёвых также восходят к XVII веку; они внесены Герольдией в VI и II части родословной книги Смоленской, Черниговской, Курской, Воронежской и Орловской губерний Российской империи.
Остальные дворянские роды этой фамилии более позднего происхождения.

## История рода
Степан Тимофеевич в XVI столетии владел поместьем в Новгородской области. Ждан Андреевич держал на оброке в Переславском уезде землю Троице-Сергиева монастыря (1591). Гринёв Андрей  на службе в Стародубе (1598).
Меншик Сергеевич за службу в Смутное время пожалован при царе Михаиле Фёдоровиче вотчиной, воевода в Курске (1627-1628). Фёдор Истомин владел поместьем в Мценском уезде (1627-1628). Рейтар Емельян Фёдорович (1687), его потомство внесено в родословную книгу Воронежской, Курской и Орловской губерний. Трое представителей рода владели поместьями в Орловском уезде (1693). Пять представителей рода владели поместьями в Мценском уезде (1694).
Тридцать девять представителей рода владели населёнными имениями (1699).

## Описание гербов

#### Герб Гринёвых 1785 г.
В Гербовнике Анисима Титовича Князевы 1785 года имеется изображение печати с гербом генерал-майора (1782) Петра Борисовича Гринёва: в щите, имеющим серебряное поле,  изображены: вертикально, остриём вниз, серая стрела с зеленым оперением и синим наконечником. По бокам от стрелы два розовых сердца. Щит увенчан коронованным дворянским шлемом. Нашлемник - пять страусовых пера. Цветовая гамма намёта не определена.

#### Герб. Часть VII. № 39.
В щите, разделённом на четыре части, посредине находится малый щиток зелёного цвета, в коем диагонально к левому верхнему углу на серебряной полосе изображены три голубых шестиугольных звезды. В первой и четвертой частях в голубом поле между двух серебряных шестиугольных звёзд крестообразно положены две серебряных сабли, остриями вверх и над ними полумесяц. Во второй и третьей частях в красном поле по одному золотому льву, которые обращены в правую сторону.
Щит увенчан дворянскими шлемом и короной. Нашлемник: три страусовых пера. Намёт на щите голубой, подложенный серебром. Герб рода Гринёвых внесён в Часть 7 Общего гербовника дворянских родов Всероссийской империи, стр. 39.

## Известные представители
- Гринёв Иев — голова, воевода в Валуйках (1616-1617).
- Гринёв Перфилий Петрович — участник избрания царя Михаила Фёдоровича от дворян Мценского уезда (1613), московский дворянин (1627).
- Гринёвы: Первый Яковлевич и Данила Иванович — сотенные головы (1623).
- Гринёвы: Данила Наумович, Иван Ивлевич — мценские дворяне (1627).
- Восемь Гринёвых упомянуты при осаде Смоленска (1634).
- Гринёв Василий — воевода в Ливнах (1677).
- Гринёв Герасим Иудович — жилец (1678), стряпчий (1692).
- Гринёвы: Василий Данилович, Василий, Назарий и Дей Ивановичи, Евтифей, Сидор и Иван Афанасьевичи, Иван Захарьевич, Михаил и Тарх Андреевичи, Семен Дмитриевич, Сергей Игнатьевич — московские дворяне (1692)[7][8][9].